# مركز إثراء
إثراء (مركز الملك عبد العزيز الثقافي العالمي) هو مركز ثقافي عالمي ومبادرة من أرامكو السعودية، يقع بالقرب من موقع بئر الخير -أول بئر نفط ينتج بكميات تجارية في المملكة العربية السعودية- بمدينة الظهران. يأتي تصميمه على شكل مجموعة من الصخور المتراصة ضامًا في جنباته؛ مكتبة عصرية، ومختبراً للأفكار، ومتحفاً بقاعات متعددة، ومسرحاً، وسينما، ومعرض طاقة، وقاعة كبرى لإقامة أكبر المعارض ولاستضافة أبرز الأحداث، ومتحفاً للطفل. ويتعالى في وسط المبنى "برج إثراء" الذي يقدم دورات تعليمية للرواد من كل الأعمار. في عام 2018 اختير من قبل مجلة «تايم» الأمريكية بصفته أحد أعظم 100 مكان في العالم.
حاصل على شهادة "LEED" عن الفئة الذهبية للأبنية المستدامة من مجلس المباني الخضراء العالمي، وذلك لتحقيقه كافة معايير الأبنية المستدامة. كما حصل المركز على جائزة ميثاق الملك سلمان العمراني عن مسار المشاريع المبنية عام 2024م.

## المبنى الثقافي
يتسم مبنى المركز الثقافي الذي تبلغ مساحته نحو 80 ألف متر مربع بالتكامل والشمولية. وقد قامت بتصميمه شركة «سنوهيتا» النرويجية المعروفة عالمياً، بأسلوب فريد مبتكر ربط بين مهمة المركز وشكله الخارجي، وارتقى بالإبداع في فن التصميم المعماري إلى آفاق رفيعة وجديدة.
يحضر العامل الزمني أيضاً في التصميم الداخلي لأقسام المبنى، فالأدوار الواقعة تحت مستوى سطح الأرض مخصصة للماضي، وعند مستوى السطح للحاضر، أما برج المعرفة القائم فوق كل هذا فيمهِّد الطريق للمستقبل.
ويتتميز المبنى، من الخارج، بمظهر لا مثيل له في فن العمارة المعاصرة، إذ أنه مغطى بأنبوب من الفولاذ يلفه بالكامل، وهذا الأنبوب مؤلف من آلاف القطع الصغيرة التي تُقطع وتُطوى كل واحدة على حدة، لتؤلف عند تركيبها وجمعها أنبوباً واحداً يُضفي على المبنى ككل مظهراً معدنياً ذا لمعان حريري ناعس.
ثمة شركات رائدة عالمياً طوَّرت تقنيات تفاعلية لمختلف أقسام المركز لتعزيز الجدوى وجعل التعلم فيها تجربة ممتعة لا مثيل لها في مكان آخر. وتتجاور في المبنى هذه التقنيات الحديثة والمبتكرة مع أقدمها وأجملها، مثل الطين المدكوك، والرمال والحصى.
أما على الصعيد البيئي، فقد بُني المركز الثقافي وفق المقاييس المعروفة باسم «الريادة في تصميمات الطاقة والبيئة» (الريادة في التصميم البيئي والطاقة) ليعمّر لسنوات طويلة قادمة.

## المرافق

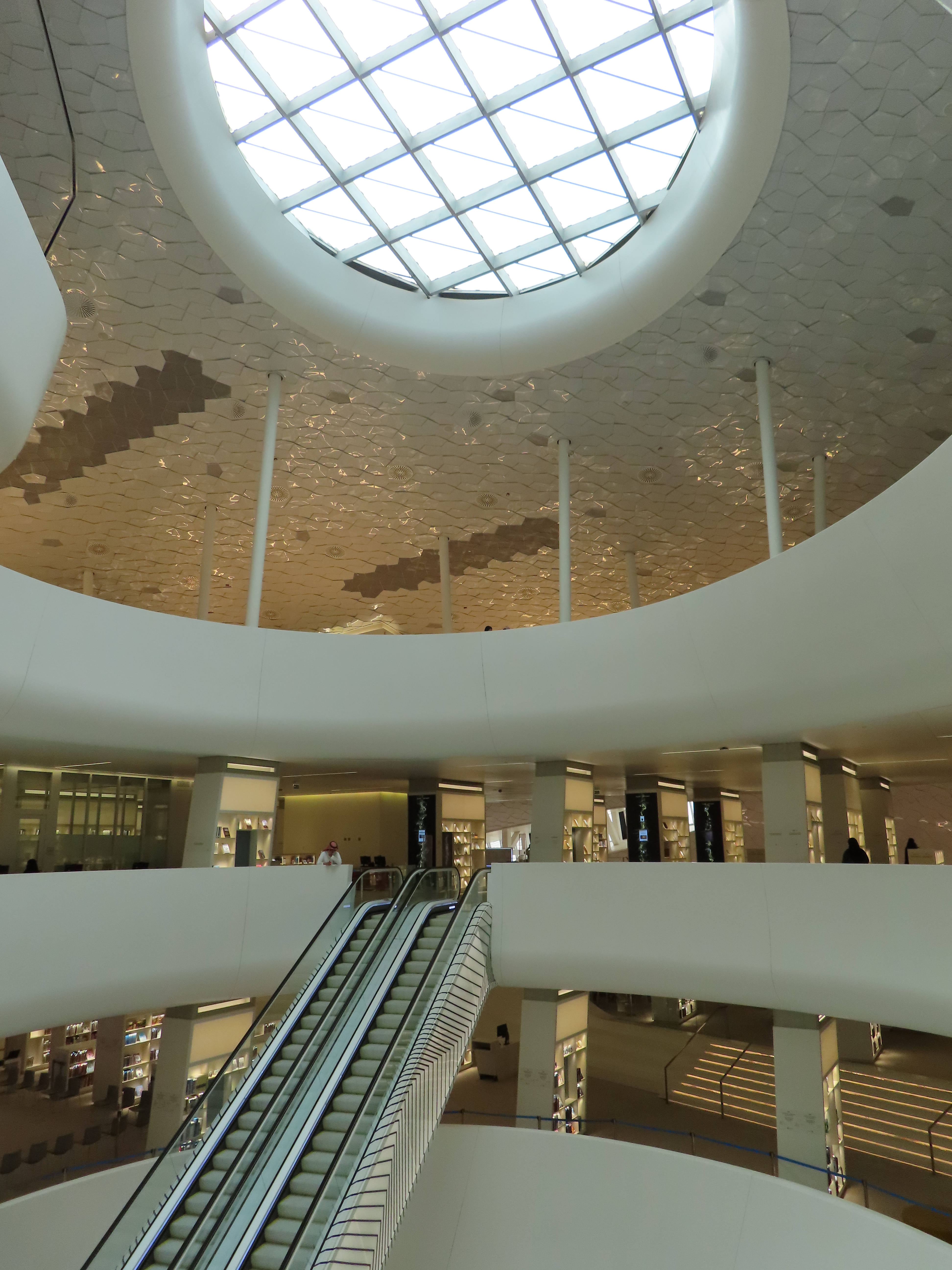
مكتبة إثراء

### برج إثراء
يقدم برج إثراء آخر ما توصل إليه العالم في مجالات المعرفة والفكر، حيث يحتوي البرج على العديد من القاعات المخصصة لعقد 2000 ورشة عمل سنويًا في مجالات العلوم والتكنولوجيا والهندسة والرياضيات بالإضافة إلى الفنون والوسائط المتعددة وبرامج بناء المهارات، وسيتم تطوير المحتوى المقدم في هذه الورش بالشراكة مع أفضل المؤسسات التعليمية العالمية التي ستعمل جنباً إلى جنب مع المؤسسات المحلية المتخصصة. ورغم أن ورش العمل تستهدف الشباب على وجه الخصوص، إلا أنها ستقدّم برامج لكافة الأعمار ومختلف المجالات. ستصل هذه البرامج إلى 80 ألف متعلم ومتعلمة سنوياً من خلال تقديم نصف مليون ساعة تعليمية تنمي الشغف وتشبع الفضول المعرفي لدى أبناء وبنات الوطن. وسيدار التعلَّم وتبادل المعارف بشكل يعزِّز قيمة المواطنة، ويحترم التنوع ويحتفي به، ويعزِّز ثقافة التطوع، ويغذِّي الفضول وحب المعرفة في المجتمع. التعليم على الشبكة لن يقتصر المركز على ما سيقدمه في العالم الواقعي، بل سيمتدّ حضوره إلكترونياً وذلك من خلال صفحاته ومدوناته الإلكترونية بالإضافة إلى وسائل التواصل الاجتماعي التي ستمكّن من هم خارج المنطقة الشرقية من التفاعل مع المركز والاستفادة من معرفته وأنشطته الثقافية. سيساهم المركز في تنمية المحتوى العربي الرقمي، وتوفير مصادر ذات جودة عالية للشباب عن طريق الألعاب التفاعلية والأفلام المتحركة المصممة لتلائم مختلف الفئات العمرية والاهتمامات. سيكون حضور المركز إلكترونيًا أكثر من مجرد تواجد على شبكة الإنترنت، بل نسعى إلى المشاركة بشكل فعّال في خلق محتوى عربي غني وذو جودة عالية يمكن للجميع الاستفادة منه واستخدامه بسهولة.

### القاعة الكبرى
قاعة ذات تصميم فريد، تقع بالقرب من مدخل المركز. ستستضيف القاعة المهرجانات والمتاحف والمعارض الزائرة من حول العالم، والمؤتمرات، والاحتفالات. كما ستكون محفلًا للفعّاليات الثقافية والمنتديات السنوية. يؤكد هذا المكان صفة التنوّع في المركز. فهو يتيح للزوار فرصة مشاهدة ما تقدمه الثقافات الأخرى، ويشجّعهم على التوق الذهني إلى أفكار خلاقة.

### معرض الطاقة
“معرض الطاقة يعرض إنجازات الماضي والحاضر، وتحديات المستقبل”
سيعمل معرض الطاقة -معرض أرامكو السعودية للزيت سابقاً- على جذب الزّوار باستخدام التقنية الحديثة والوسائط المتنوعة، إذ يتمحور حول النفط والعلوم والطاقة والتكنولوجيا، وسيتمكن زوّارنا من التمتع برحلة تأخذهم عبر بدايات البترول وتكونات الصخور تحت الأرض وعمليات الحفر في الصحراء، مروًرا بمصانع التكرير وحلول الطاقة البديلة للمملكة.

### السينما
تضم السينما 300 مقعداً، حيث سيتم عرض الأفلام الوثائقية، والثقافية الإبداعية، وأفلام الأطفال التعليمية والاجتماعية، وغيرها من أفلام أرشيف أرامكو السعودية.
وستتاح الفرصة لمخرجي الأفلام الطموحين لاستخدام الأدوات التي يحتاجونها لتصل أفكارهم إلى الشاشة السينمائية كي يراها الجميع ويستمتعوا بها.
وتتمثل رسالة قاعة العروض المرئية في رعاية وتنشئة المواهب الشابة الواعدة في المملكة، ممن لديهم أفلام وثائقية أو درامية أو كوميدية تنتظر تحويلها إلى أفلام تحصد الجوائز.

### المسرح
تم تجهيز المسرح بـ900 مقعد على مساحة تقدر بـ10 آلاف متر مربع ليحتضن على خشبته العروض الفنية المحلية والعالمية، كما سيكون هناك فرصة لمحبّي الأداء المسرحي لحضور ورش عمل تدريبية في هذا المجال.
صُمّم المسرح ليرتفع على امتداد 3 مستويات بالتدرّج جهة مقاعد الجمهور، لتنتهي عند الشرفة المرتفعة التي صُممّت بأسلوب أنيق تضمن مشاهدة جيدة لخشبة المسرح، وتستوعب 175 مشاهداً خُصّص فيها مقاعد لكبار الزوار، فيما تتضمّن الطاقة الاستيعابية للشرفة الثانية 196 مقعداً.
وتميز تصميم المسرح بتوفير مساحة لمقاعد ذوي الاحتياجات الخاصة، كما تم تخصيص تجويف متحرّك ينخفض عن خشبة المسرح الرئيسية لعروض الأوركسترا العالمية التي تتسّع لـ80 موسيقياً مع إمكانية استخدام هذا التجويف لاستيعاب 50 متفرجاً في حال عدم وجود عروض أوركسترا. وجُهز المسرح بأحدث المعدات والتقنيات الصوتية والضوئية

#### قاعة المسرح
يعرض أعمالًا سعودية، إضافة إلى عروض فرق عالمية، حيث تكون فيها العروض معزّزة للقيم الثقافية والاجتماعية السعودية، وتوفر تدريباً لأصحاب المواهب المسرحية وصانعي الأفلام والكتّاب المسرحيين والمهتمين بالفنون المختلفة. ويمكن للمسرح، بمقاعده التسعمائة، أن يُستخدَم لعروض ومحاضرات متنوعة.
قاعة العروض الإبداعية
يضم المركز قاعة تتسع ل300 شخص، وتقدم العروض المتعددة الوسائط. وغرضها الأول هو تقديم أعمال مبتكرة على الشاشة من إنتاج المواهب الوطنية النابضة بالحيوية، وكذلك عرض الأفلام الوثائقية الثقافية والعلمية، من مختلف أنحاء العالم.

### المتحف
يضم المتحف معارض محلية وعالمية تسلط الضوء على ساحة الفن المعاصر والمتنامي في المملكة العربية السعودية وتاريخها الطبيعي والإنساني الغني، وتسبر أغوار الحضارة العربية القديمة.
معرض 1 (فنون)
يقدم معرض «فنون» فن معاصر وحديث من الشرق الأوسط مع التركيز على المواهب النامية في ساحة الفن السعودي، وتوفر صالات العرض المتجددة فرصة للزوّار للتعرف على الأشكال المختلفة للفن المرئي ومتعدد الوسائط، وبهذا يلعب المركز دوراً محورياً في تقدير الفن السعودي.
معرض 2 (أجيال)
يستضيف معرض «أجيال» صالات عرض مؤقتة ترسخ مشاعر الفخر بالتراث العريق للمملكة وثقافاتها المعاصرة المتنوعة، ويوفر المعرض منصة جديدة لاستكشاف الهوية السعودية وماضي المملكة وحاضرها ومستقبلها، ويعمل أيضاَ على تعزيز ثقافة الحوار وبناء جسر بين التقاليد القديمة والحداثة.
معرض 3 (كنوز)
يعطي معرض «كنوز» صورة مجملة عن الحضارة الإسلامية (تاريخها ومعتقداتها الدينية وفنها) عن طريق عرض تراثها الفني الغني والمتنوع عبر مجموعة متميزة وفريدة من المعروضات، كما يعبر الحدود الجغرافية والزمنية التقليدية ليستعرض المواد الثقافية الإسلامية المتنوعة.
معرض 4 (قاعة التاريخ الطبيعي)
تتناول قاعة التاريخ الطبيعي العلاقة بين الأشخاص والبيئة تناولاً عصرياً عبر الوسائط المتعددة، فالتاريخ القديم لشبه الجزيرة العربية وتراثها وتقاليدها حافل بجمال الحياة وتنوعها. كما ستقدم القاعة، باستخدام التقنيات السمعية والبصرية الحديثة، صورة عصرية عن المملكة وشعبها الذي يساهم في إحداث تغير عالمي مع احترامه لتراث بلده الغني وعجائبه الطبيعية.

### مركز الابتكار
مركز الابتكار هو منصة للإبداع والابتكار للطالبات والطلاب السعوديين والمتخصصين، ممن لديهم شغف بالغ ليصبحوا من المبتكرين.
يتكون المركز من عدة أقسام، منها معرض للتصميم يحتوي على 60 عمل ابداعي مقدم بطريقة جذابة لتشجيع الزوار ممن لديهم شغف بالغ ليصبحوا من المبتكرين في مجال التصميم.ورعاية وتنمية الاقتصاد المبني على الابتكار.
و يحتوي مركز الابتكار على مكتبة تعرض 600 مادة مصنعة ذات مزايا ابتكارية كي تشجع وتساهم في إيجاد حلول للتحديات التي يواجهها المبتكرون أثناء التصميم. وستكون هذه هي المرة الأولى في العالم التي تقدم فيها هذه المكتبة خارج النطاق الصناعي.
ويقدم المركز أيضا 300 ورشة عمل سنويا لتعريف المهتمين في مجال الابتكار والتصميم بالمنتجات المتاحة في المعرض لدراستها واستخدامها كمرجع في توليد أفكارهم الخاصة ومشاريعهم الإبداعية.

### الأرشيف
ساهم اكتشاف النفط وتسويقه تجارياً في إحداث نقلة نوعية للمملكة العربية السعودية. وسيحفظ أرشيف المركز تلك القصة.. قصة البدايات المتواضعة لشركة الزيت العربية، وصولاً إلى إنجازات أرامكو السعودية في الوقت الحاضر، كواحدة من الشركات العالمية الرائدة في مجال النفط والكيماويات.
ويسعى المركز ليكون الأرشيف في المتناول قدر الإمكان مع الحفاظ عليه. ولتحقيق هذه الغاية تم تخصيص جزء من الأرشيف ليكون إلكترونياً لكل المهتمين من الباحثين والأكاديميين وغيرهم ممن يحتاجون الوصول إلى الوثائق الأصلية.

### المكتبة
صُمِّمت مكتبة المركز لتكون تجربة تفاعليّة، لا مجرد سلسلة طويلة من الرفوف المليئة بالكتب. وسيكون التركيز على التعلّم النشط، مع وجود طاقم من المتخصصين لمساعدة الزوار في الحصول على المعلومات والكتب التي يريدونها. وعند الافتتاح، ستضم مكتبة المركز أكثر من 500,000 كتاب، بالعربية والإنجليزية، مع مليوني وثيقة إضافية، ودوريات ودراسات في المحفوظات الرقمية. وتتضمن المكتبة أيضاً مرافق مخصصة للعمل البحثي، في مجالات أكاديمية متخصصة. كما أنها ستكون المكان الذي يحتضن المبادرات الثقافية كمسابقة القراءة الوطنية «أقرأ» ومحاضرات وندوات الكتاب والمثقفين. كما ستستمر مقتنيات المكتبة بالتطور والتجديد بما ينعكس إيجاباً على خدمة الجمهور وعلى أفضل وجه. إذ طرح فريق المكتبة أوسع تحليل وطني في دراسة شاملة لأنماط القراءة عند السعوديين، من خلال استطلاع شمل 18,000 شخص من جميع أنحاء المملكة. حيث سيساعد هذا البحث في توفير المعلومات لمصممي البرامج التعليمية.

### أكاديمية إثراء
تهدف الأكاديمية إلى تنمية المهارات والإمكانات في القطاع الإبداعي والثقافي من خلال محتوى متخصص وعملي ومتطور مصمم من خبراء محليين وعالميين، إذ تقدّم دورات تطويرية تمكن الفنانين والمبدعين والمحترفين وتدعمهم وتعزّز من قدراتهم ومواهبهم.

### التعلم المستمر
التعلّم المستمر مفهوم معروف جيداً في التاريخ العربي والإسلامي وهو مطلب ديني وضرورة اجتماعية.
يوفر برنامج التعلّم المستمر محاضرات تعليمية متنوعة باللغتين العربية والإنجليزية وفرص التعلم الإلكتروني ودورات للزوار من مختلف الأعمار والاهتمامات والقدرات. حيث سيجد الزوار المصادر التعليمية التي تخدم اهتماماتهم وتوجهاتهم على أفضل وجه وبشكل يعزِّز قيمة المواطنة، ويحترم التنوع ويحتفي به، ويغذِّي الفضول وحب المعرفة في المجتمع.

### متحف الطفل
هو أول متحف مخصص للأطفال إلى سن الثانية عشر في المملكة، ويهدف إلى تنمية قدرات الأطفال الذهنية منذ بداية طفولتهم من خلال إقامة معارض وأنشطة تفاعلية وترفيهية، كما يهدف أيضاً لمساعدتهم على اكتشاف ذاتهم وبناء ثقتهم وشخصياتهم من خلال الأنشطة التي يمكنهم أن يشتركوا فيها جنباً إلى جنب مع والديهم. ولدى متحف الطفل أساليب متنوعة لتعريف الأطفال السعوديين بالثقافات الأخرى من خلال:
- كهف القصص: ويتيح للأطفال أن يتعرفوا على شعوب مختلفة، من خلال الدراما والمسرحيات.
- معرض «عالمنا»: يقدم تجارب أطفالًا من أنحاء العالم، يروون • قصصهم الخاصة.
- «معرض البيئة والحياة البحرية»: الذي يعرض حيوانات حية ونباتات.
- ملعب خاص للأطفال دون سن الخامسة.
- مكتبة للأطفال، ومعارض دورية مؤقتة، وغرفة طعام، واستوديوهات فنية، وغرف كومبيوتر، وفصل دراسي.

### مجلة إثرائيات
مجلة إلكترونية بدأ صدورها عن المركز عام 2022م، وتعد منصة ذات نظرة دولية واسعة النطاق مستوحاة من ثقافة السعودية، وتهدف إلى تجسيد المشهد الفنّي والثقافي وسرد القصص التي جُمعت من مختلف مناطق المملكة والعالم، وهي من أبرز المجلات المخصصة للمحتوى الفنّي والثقافي الأصيل في السعودية.

## الفعاليات والمبادرات

### ورش عمل التصنيع الرقمي
تهدف ورش عمل التصنيع الرقمي في فاب لاب الظهران إلى تقديم تجربة تصنيعية غنية. حيث ستتمكن من خلالها تعلم أساسيات صناعة النماذج الأولية بدءاً من مرحلة التفكير، ثم التصميم، وأخيراً التصنيع.
في الورشة التدريبية، ستتعلم أساسيات التصميم بمساعدة برنامج الحاسب الآلي CAD، والتي تعد خطوة مهمة وأساسية من خطوات التصنيع الرقمي. بالإضافة إلى ذلك، ستتمكن من تشغيل الآلات المتناسبة مع مشروعك.

### إثراء لاب
تقوم فكرة (إثراء لاب) على تأكيد شغف شباب المملكة نحو العلوم والفنون.. الرغبة في الإبداع.. والسعي للابتكار.
بعد النجاح الذي حقّقه جناح (إثراء لاب) المشارك في المهرجان السعودي للعلوم والإبداع بمدينة الرياض 4-8 فبراير 2015م، كان من المناسب نقل هذه التجربة إلى مناطق أخرى في المملكة، حيث تم تدشين (إثراء لاب) مدينة جازان خلال فترة انعقاد منتدى جازان الاقتصادي، ومن ثم انتقل البرنامج إلى المدينة المنورة في الفترة ما بين 25 أبريل إلى 4 مايو 2015م.
يتضمن (إثراء لاب) بين أروقته العديد من التجارب التفاعلية والتشويقية التي تثري الحضور وتدفعهم لاكتشاف أفكار وإبداعات جديدة. وفي هذا البرنامج يقوم الزوار من جميع الأعمار بخوض التجارب مع العديد من المدربين المؤهلين في مجالي العلوم والرياضيات من خلال التجربة والممارسة، وسيكون للشباب أيضاً فرصة التطوع في البرنامج للمشاركة في تقديمه.

### مسابقة أقرأ الوطنية
مسابقة «أقرأ» إحدى مبادرات مركز الملك عبد العزيز الثقافي العالمي (إثراء)، وقد استهدفت المسابقة في نسختها الأولى عام 2013م شباب وفتيات المنطقة الشرقية فيما اشتملت في نسختها الثانية على جميع مناطق السعودية عام 2014م، وفي نسختها العام 2015م ضمّت المسابقة لأول مرة مشاركين غير سعوديين.
وكانت المسابقة قد احتضنت عام 2014م 36 مشاركاً ومشاركة من أنحاء المملكة في ملتقى إثرائي استثنائي من حيث التنظيم والفعاليات، وازن بين العلوم والفنون، وعمل على تطوير القراءات النقدية بواسطة الحوارات التي عقدها الملتقى بشكل يومي تطرق فيها لمناقشة كتب عالمية، ومحاضرات في مجالات متنوعة تساعد على بناء المثقف الموسوعي، وقد استمر لمدة 16 يوماً قدم فيه مجموعة مختارة من المثقفين كالدكتور عبد الله الخطيب الذي عبر عن تجربته في الملتقى بأنها إحدى أهم الرحلات العلمية في حياته، بالإضافة إلى بثينة العيسى التي قدمت ورشة الكتابة الابداعية وعبرت في وسائل التواصل الاجتماعي عن تجربة الملتقى بكونها تجربة استثنائية.
ويهدف الملتقى إلى رفع مستوى المهارات الكتابية والخطابية لإعداد محتوى العرض الختامي حول فكرة معينة اختارها المشاركون وقاموا بالبحث حولها من عدة مصادر حتى يتم عرضها بطريقة إبداعية في يوم الحفل النهائي الذي تأهل له 10 مشاركين للتقديم في حفل جماهيري أقيم في مسرح إثراء بالظهران يوم 19 ذو القعدة 1436هـ الموافق 3 سبتمبر 2015م.

### أروي
«جائزة إثراء» للإعلام الجديد صممت لتحتفي بالشباب والفتيات المشاركين في إثراء المحتوى العربي الرقمي.
تدعو الجائزة جميع الشغوفين بالإعلام إلى المشاركة بفيديو إثرائي قصير ينسجم في محتواه مع مضمون مبادرة أرامكو السعودية لإثراء الشباب التي تسعى لغرس حب المعارف والعلوم ومهارات التفكير الابداعي والتذوق الفني والثقافي بين شباب المملكة العربية السعودية.
وتشتمل على فرعين، جائزة القنوات وجائزة الأفراد، حيث يمكن لأصحاب قنوات اليوتيوب المشاركة فيها كما يمكن للأفراد الذين لا يملكون قنوات ولديهم مشاركات إلكترونية أيضاً الدخول في المسابقة.

### إثراء المعرفة
تم تصميم هذا البرنامج لتقديم المعرفة والإبداع والثقافة لكافة شرائح المجتمع، ويعد برنامج إثراء المعرفة واحداً من أنجح المبادرات الاجتماعية في أرامكو السعودية.
وتميز برنامج إثراء المعرفة الذي أقيم بالرياض في شهر أغسطس 2014م بالعديد من البرامج يتم من خلالها إقامة العديد من المعارض والفعاليات التي تحفز الزوار على التفكير، والتعلم والاستكشاف بطريقة جديدة ومختلفة تعتمد على الترفيه، مثل معرض ألف اختراع واختراع، ومعرض أسماء الله الحسنى، واستوديو البارعين، واستوديو المبدعين، وورش عمل للفنون التشكيلية والخط العربي، ومعرض كفاءة الطاقة، بالإضافة إلى قرية السلامة المرورية.
ويَذكر المركز أنه يشتمل على مختبر للأفكار، ومكتبة، ومتحف، ومعرض للطاقة، ومتحف للأطفال، وبرج للمعرفة، ويقدم ورش عمل ومعارض ومحاضرات لنشر الأفكار ودعم الإبداع.

### أكتشف
ينظم برنامج أكتشف باقة إبداعية من البرامج الرياضية والعلمية بالإضافة إلى برامج المهارات الشخصية، حيث يقدم هذا البرنامج نصف مليون ساعة دراسية وينعقد في عدة مدن عبر المملكة العربية السعودية.
شارك في تصميم منهجه الدراسي صالة لورنس للعلوم التابعة لجامعة كاليفورنيا في بيركلي وأكاديمية ماث زوم بالإضافة إلى شبكة من الخبراء العالميين والمحليين بهدف تعزيز التفكير النقدي والإبداع والابتكار ومهارات حل المشاكل الحقيقية في العالم.
يغذي برنامج أكتشف شغف الطلاب بالعلوم والرياضيات كما يرشد المدرسين والمدرسات المشاركين عن طريق تعريفهم بمنهجيات التدريس التي تعني أساساً بالطالب بالإضافة إلى أفضل الممارسات الحديثة في تدريس الرياضيات والعلوم.
يحرص هذا البرنامج الرائد على الموازنة بين المعرفة والشخصية من أجل تنشئة جيل متكامل من العلماء والمهندسين والقادة السعوديين ليكونوا في الوقت نفسه مفكرين ومبدعين.

### أتألق
يجسد برنامج أتألق للمدارس تجربة ملهمة تشعل الحماس للعلوم والتقنية والهندسة والرياضيات في القلوب الشابة لطلاب وطالبات المدارس الحكومية السعودية.
يطبق البرنامج أحدث الأساليب التعليمية العملية والتي تركز على الطالب، وقد دشن البرنامج مسيرته العلمية بزيارة إلى مدارس مختارة في المنطقة الشرقية بهدف إشعال الفضول العلمي في عقول ثمانية الآف شاب وشابة في السعودية بين الأعمار 14 إلى 16 عن طريق إشراكهم في تجربة لا تنسى.
حيث قامت أربع سيارات SUV بزيارة أربع مدارس كل أسبوع لإثراء حوالي أربعمائة طالب وطالبة أسبوعياً. وفي كل زيارة مدرسية تم عقد ورشات عمل على فترتين، صباحية ومسائية، ضمّت كل منها 25 طالباً وطالبة.
قدم التجربة الملهمة فريق من المدربين السعوديين الذين تدربوا على يد مرشدين محترفين عالميين من صالة لورنس للعلوم بجامعة كاليفورنيا في بيركلي.

### جائزة إثراء للفنون
انطلقت الجائزة عام 2017 بالتعاون مع هيئة دبي للثقافة والفنون (دبي آرت). وتقدم الجائزة للموهوبين في الفنون من السعوديين والمقيمين في المملكة العربية السعودية. وتصل قيمة الجائزة إلى 100 ألف دولار.

### مبادرة إثراء المحتوى العربي
مبادرة أطلق مركز إثراء النسخة الأولى منها عام 2020م، و تهدف إلى تطوير منتجات المحتوى الثقافي المحلي، وتوفير فرص متنوعة في القطاعات الثقافية والإبداعية في السعودية، حيث يستهدف البرنامج المؤسّسات الصغيرة والمتوسطة التي ترغب بإنتاج محتوى عربي مقروء أو مسموع أو مرئي. وفي نهاية ديسمبر 2022م أطلق المركز بالشراكة مع الصندوق الثقافي النسخة الثانية من مبادرة "إثراء المحتوى العربي" تحت شعار "نُمكِّن لنثري" في مركز الملك عبد الله المالي في الرياض. وفي 13 أغسطس 2023م احتفى المركز بالفائزين في الدورة الثانية بحضور أصحاب المشاريع الفائزة البالغة 23 مشروعًا ثقافيًّا.

### تنوين
تنوين فعالية تقام كل عام وتحمل عنوان معين، تركز في جوهرها على الإبداع وتقدم مجموعة من الندوات والورش، وتستضيف متحدثين من حول العالم، ومعارض فنية وتفاعلية وعروض موسيقية حية ومسرحية. بدأت عام 2018، بعنوان "الزعزعة" التي كانت دعوة لاكتشاف جوانب الزعزعة في حياتنا وكيف نخلق منها شيئاً إيجابياً، وأُقيمت مرة أخرى عام 2019، بعنوان "اللعب" الذي شمل 4 مسارات: أساليب اللعب، أدوات اللعب، اللعب والتقنية، ومساحات اللعب، للتعمق في العملية الإبداعية من خلال التعلّم والتعليم.
في عام 2020، عادت فعالية تنوين بعنوان "القادم الجديد" للتعرف على أحدث التطلعات في مختلف المجالات والفرص المتاحة لتطوير المستقبل المهني والإبداعي. وفي عام 2021، كانت بعنوان "الأدوات" تسليطًا للضوء على الأدوات الإبداعية التي تُساهم في استمرار الصناعات الثقافية والإبداعية.
في عام 2022، أُقيمت الفعالية بعنوان "التعاون" تركيزًا على أهمية وقيمة التعاون باعتباره جزءًا أساسيًا من تركيبة العملية الإبداعية، وفي عام 2023، كانت بعنوان "المدى" حيث توسعت هذه النسخة في مفهوم التصميم بدءًا من العمارة ومرورًا بالتصميم الجرافيكي حتى الوصول إلى تصميم الأزياء. لإيجاد طرق وحلول إبداعية للمشاكل والقضايا المعاصرة المهمة.

### مهرجان الأفلام السعودية
يُعد مهرجان الأفلام السعودية حدث ثقافي سنوي، يقيمه مركز الملك عبد العزيز الثقافي العالمي (إثراء) بتنظيم من جمعية السينما السعودية، وبدعمٍ من هيئة الأفلام التابعة لوزارة الثقافة، يتضمن المهرجان 4 مسابقات وهي: مسابقة الأفلام الروائية، ومسابقة الأفلام الوثائقية، ومسابقة أفلام الطلبة، ومسابقة السيناريو غير المنفذ. كما يعرض الأفلام المشاركة، ويقدم جائزة النخلة الذهبية للفئات الفائزة في المهرجان.
كان يُقام المهرجان سابقًا قبل تأسيس المركز في مقر جمعية الثقافة والفنون بالدمام التي استضافة النسخة الأولى والثانية الثالثة، وأصبح من النسخة الرابعة عام 2017، يقام في مركز إثراء.

## الجوائز
- حصل المركز على المركز الأول في جائزة المؤسسات الثقافية غير الربحية الكبيرة والناشئة (مسار القطاع الخاص) في مبادرة الجوائز الثقافية الوطنية بنسختها الأولى عام 2021. [23]
- حصل على المركز الأول في الجائزة الوطنية للعمل التطوعي عن القطاع الخاص عام 2021.
- حصل المركز على جائزة "ماركوم" التي تعد من أهم الجوائز الدولية المتخصّصة لتكريم أفضل الأعمال في مجالي التسويق والاتصال، وكانت المنافسة بين 6 آلاف مؤسسة حول العالم، وذلك في عام 2021.[24]
- حصل المركز على جائزة ميثاق الملك سلمان العمراني عن مسار المشاريع المبنية بنسختها الأولى عام 2024.[25]

## وصلات خارجية
- مركز الملك عبد العزيز الثقافي العالمي
- مركز الملك عبد العزيز الثقافي «إثراء» ضمن أعظم 100 موقع في العالم